# Commes
Commes é uma comuna francesa na região administrativa da Normandia, no departamento Calvados. Estende-se por uma área de 6,59 km². Em 2010 a comuna tinha 429 habitantes (densidade: 65,1 hab./km²).